# Pak Či-jong
Pak Či-jong (* 6. června 1971) je bývalá korejská zápasnice-judistka..

## Sportovní kariéra
Patřila k průkopnicím ženského vrcholového juda v Jižní Koreji. Od svých 15 let se připravovala na Sportovní střední škole v Soulu pod vedením Čchö Kwan-jonga (최관용) a později na univerzitě v Jonginu. V roce 1988 se účastnila domácích olympijských her v Soulu ukázkové disciplíny ženského juda a obsadila třetí místo. Startovala ve střední váze do 66 kg, ve které uhájila post reprezentační jedničky v olympijském roce 1992 před Čo Min-son. Na olympijské hry v Barceloně však nevyladila optimálně formu a vypadla v úvodním kole. Po olympijských hrách v Barceloně se přestala v reprezentaci prosazovat a v průběhu několika let ukončila sportovní kariéru.

## Výsledky
| Turnaj            | 1988         | 1989         | 1990         | 1991         | 1992         |
| Turnaj            | 17           | 18           | 19           | 20           | 21           |
| Turnaj            | střední váha | střední váha | střední váha | střední váha | střední váha |
| ----------------- | ------------ | ------------ | ------------ | ------------ | ------------ |
| Olympijské hry    | 3.           |              |              |              | úč.          |
| Mistrovství světa |              | úč.          |              | 5.           |              |
| Asijské hry       |              |              | 3.           |              |              |
| Mistrovství Asie  | 2.           |              |              | —            |              |